# رحلة الأصدقاء
رحلة الأصدقاء مسلسل رسوم متحركة أسباني عرض لأول مره في عام 1989 ويتكون من 26 حلقة وتمت دبلجة المسلسل للغة العربية .

## روابط خارجية
- رحلة الأصدقاء على موقع IMDb (الإنجليزية)
- رحلة الأصدقاء على موقع فيلمافينيتي (الإسبانية)
- رحلة الأصدقاء على موقع كينوبويسك (الروسية)
- رحلة الأصدقاء على موقع قاعدة بيانات الفيلم (الإنجليزية)
- Los Trotamúsicos - Web Oficial de Cruz Delgado
- Trotamúsicos Opening على يوتيوب
- Trotamúsicos Obertura al piano على يوتيوب